# Aşağıdumanlı, Taşlıçay
Aşağıdumanlı là một xã thuộc huyện Taşlıçay, tỉnh Ağrı, Thổ Nhĩ Kỳ. Dân số thời điểm năm 2011 là 1.229 người.